# Eins, zwei, drei
Eins, zwei, drei (Originaltitel: One, Two, Three) ist eine US-amerikanische Filmkomödie von Billy Wilder vor dem Hintergrund des Ost-West-Konflikts. Wilder verfasste zusammen mit I. A. L. Diamond auch das Drehbuch, für das sie das Bühnenstück Eins, zwei, drei (Originaltitel: Egy, kettő, három) von Ferenc Molnár aus dem Jahr 1929 adaptierten und die Handlung in das geteilte Berlin verlegten. Die Dreharbeiten fanden von Juni bis September 1961 in Berlin und in München statt; dabei wurde das Team vom Bau der Berliner Mauer überrascht. Produktionsfirmen waren die Mirisch Corporation und United Artists.

## Handlung
C. R. MacNamara ist Direktor der Coca-Cola-Filiale in West-Berlin. Er hofft, zum Chef des europäischen Marktes in London befördert zu werden. Deshalb plant er, das Brausegetränk auch hinter dem Eisernen Vorhang zu vertreiben. Wendell P. Hazeltine, der Vorstandsvorsitzende in Atlanta, will aber von Geschäften mit „Kommunisten“ nichts wissen. Er bittet MacNamara stattdessen, seine Tochter Scarlett während deren Berlin-Visite zu betreuen und bei sich aufzunehmen. Widerwillig stimmt MacNamara zu. Eigentlich wollte seine Frau mit den Kindern verreisen, und er hätte dann Gelegenheit gehabt, mehr Zeit mit seiner hübschen Sekretärin Ingeborg zu verbringen.
Scarlett Hazeltine verdreht schon beim Flug nach Berlin der Flugzeugbesatzung den Kopf und kündigt sogleich an, sich bei ihrem Aufenthalt ausgiebig amüsieren zu wollen. Erst nach ein paar Wochen fällt auf, dass sie ihre Nächte außerhalb des Hauses der MacNamaras verbringt. Ausgerechnet jetzt kündigen ihre ahnungslosen Eltern für den nächsten Tag ihren Besuch in West-Berlin an. Als Scarlett wieder auftaucht, stellt sich heraus, dass sie inzwischen geheiratet hat, und zwar den linientreuen Jungkommunisten Otto Ludwig Piffl aus Ost-Berlin. MacNamara sieht seine Karriereträume bedroht und fädelt deshalb mit Hilfe seines unterwürfigen Assistenten Schlemmer eine Intrige ein, um Piffl wieder loszuwerden. In Anlehnung an in Ost-Berlin gefertigte Ballons mit der Aufschrift „Yankee go home!“, die dann von Osten nach Westen fliegen sollen, lässt MacNamara diese Beschriftung in „Russki go home!“ ändern und von Schlemmer einen Ballon am Auspuff von Piffls Motorrad befestigen. Als Piffl ahnungslos am Brandenburger Tor mit dem inzwischen aufgeblasenen Ballon die Sektorengrenze überquert, nehmen ihn Volkspolizisten wegen feindlicher Propaganda fest, zumal er eine Kuckucksuhr dabei hat, die den Yankee Doodle von sich gibt und in ein Exemplar des The Wall Street Journals eingewickelt ist. Durch Schlafentzug bis zur Erschöpfung durch Abspielen des Schlagers Itsy Bitsy Teenie Weenie Honolulu Strandbikini  gequält (auch diese Folter wird als Satire gezeigt), gesteht und unterschreibt er, ein bezahlter amerikanischer Spion der CIA zu sein. Unmittelbar danach erscheinen MacNamaras sowjetische Geschäftspartner, einer davon vom KGB, und übernehmen Piffl, womit die Haft bei der Volkspolizei vorbei ist.
Um die Eheschließung rückgängig zu machen, beauftragt MacNamara seinen Anwalt, im Ost-Berliner Standesamt die entsprechenden Unterlagen zu entfernen und die Ehe zu annullieren. Aber der Schuss geht nach hinten los: Als Scarlett erfährt, was mit Otto geschehen ist, bricht sie zusammen. Der herbeigerufene Arzt stellt fest, dass Scarlett schwanger ist – von Piffl. Ein uneheliches Enkelkind wäre für den erzkonservativen Mr. Hazeltine und Gattin noch schlimmer als ein kommunistischer Schwiegersohn. Und das wäre das Ende von MacNamaras Laufbahn. Deshalb muss die Annullierung der Ehe wieder rückgängig gemacht, Piffl aus den Fängen der Volkspolizei befreit und innerhalb von wenigen Stunden in einen standesgemäßen Schwiegersohn verwandelt werden.
Mr. und Mrs. Hazeltine sollen bereits am Mittag desselben Tages eintreffen, um Scarlett abzuholen. In der knapp bemessenen Zeit bis dahin stattet MacNamara Otto Piffl mit einer umfassenden Herrenkollektion aus und lässt ihn durch einen verarmten Grafen Droste-Schattenburg adoptieren, um ihm einen eindrucksvollen Namen zu geben. Piffls eiserne Gesinnung gerät aber nicht so leicht ins Wanken und er beschließt sofort, die ihm gerade erst verliehene Position als Manager der Cola-Abfüllabteilung dazu auszunutzen, die Arbeiter zum Streik und letztlich zum kommunistischen Aufstand aufzustacheln. Doch aus Liebe zu Scarlett gibt er seine ideologischen Dogmen nach und nach auf und fügt sich schließlich MacNamaras Plänen und den Wünschen seiner schwangeren Frau.
Piffls Verwandlung ist am Ende so perfekt, dass Mr. Hazeltine seinen neuen Schwiegersohn zum Direktor des europäischen Marktes ernennt. Aber auch MacNamara wird befördert und in die Konzernzentrale nach Atlanta versetzt. Damit ist auf dem Flugfeld des alten Berliner Flughafens Tempelhof in letzter Minute auch seine Ehe gerettet, denn seine Frau wollte mit den Kindern schon lange in die USA zurückkehren.

## Hintergrund
Schauplatz des Kinofilms ist die geteilte Stadt Berlin im Sommer 1961, wenige Monate vor dem Mauerbau am 13. August desselben Jahres (dies wird u. a. aus den Transparenten der staatlich organisierten kommunistischen ‚Friedensdemonstration‘ in Ost-Berlin am Anfang des Films ersichtlich, auf denen US-Präsident John F. Kennedy – der erst unlängst, im Januar 1961 vereidigt worden war – abgelehnt, gleichzeitig Fidel Castro mit Nikita Chruschtschow lobend befürwortet wird). Die damals für den Personenverkehr offene Sektorengrenze war somit als Handlungsort von großer Bedeutung. Jedoch erfolgte der Mauerbau während der Dreharbeiten, die von Juni bis September 1961 dauerten.  Folglich waren die in dem Film gezeigten Verhältnisse nun auf einen Schlag nicht mehr aktuell.
Bei einigen Szenen, die in Ost-Berlin spielen, ist erkennbar, dass sie (aus naheliegenden Gründen) in West-Berlin gedreht wurden: beispielsweise ist während der Verhaftung Piffls durch die Volkspolizei im Hintergrund die Matthäuskirche in Berlin-Tiergarten zu sehen und beim nächtlichen Besuch MacNamaras in Ost-Berlin wurde die Ruine des Anhalter Bahnhofs im West-Berliner Kreuzberg aufgenommen, die tatsächlich an die Arkaden des Kaiserhof erinnert ("Es hieß früher Grand-Hotel Göring. Und davor Grand-Hotel Bismarck."; beide schätzten das Hotel). Dreharbeiten am Brandenburger Tor waren nicht möglich, weil es in Ost-Berlin an der Sektorengrenze lag und der Volkspolizei als Kontrollpunkt diente. Es musste im Juni/Juli 1961 für zwei Drehtage mit einem großen Aufwand als Kulisse auf dem Bavaria-Film-Gelände in Geiselgasteig nachgebaut werden.

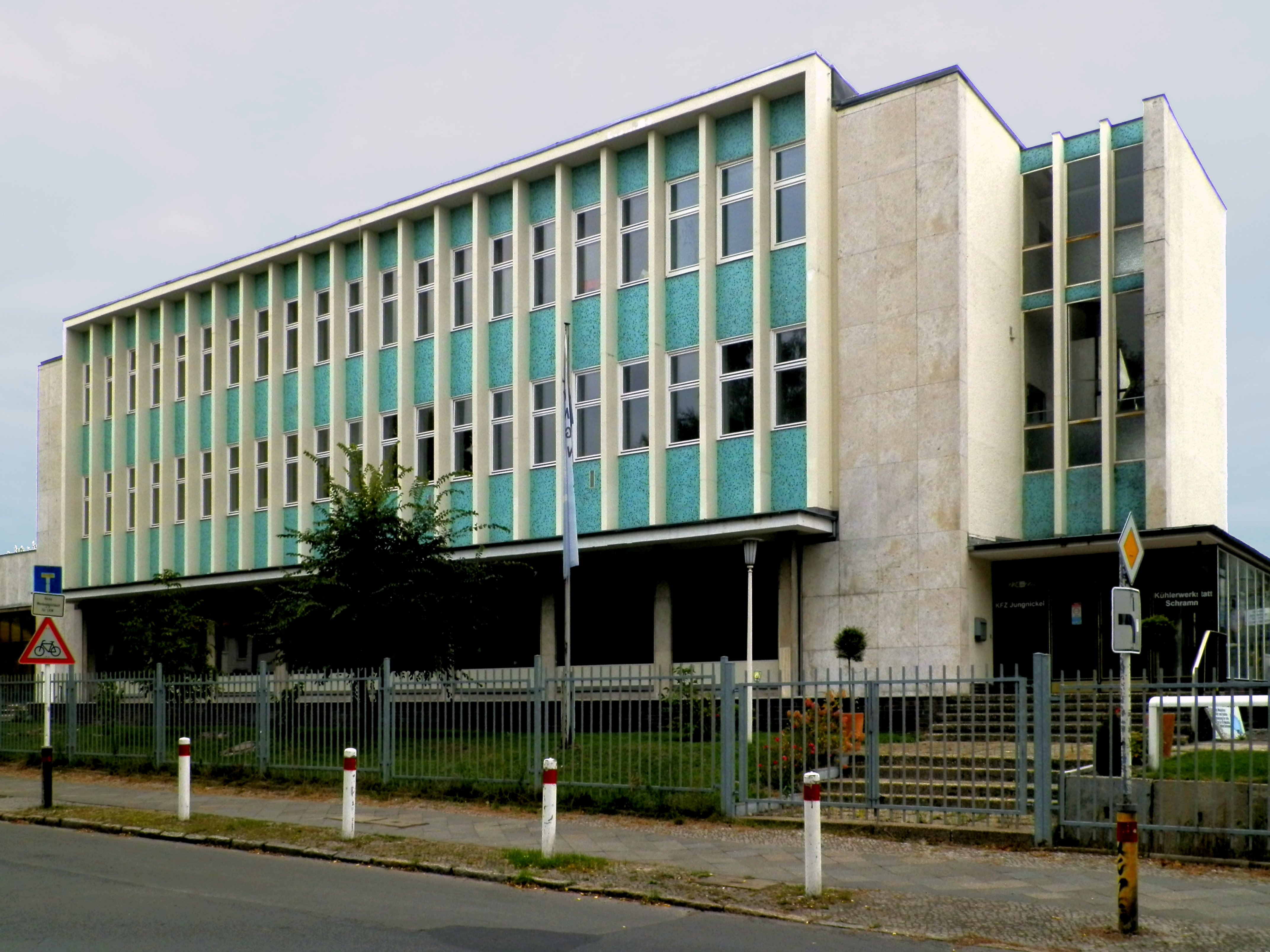
Ehemalige Coca-Cola-Niederlassung in Berlin-Lichterfelde, Oktober 2013

Die ehemalige, seit 1992 verlassene Coca-Cola-Niederlassung in der Hildburghauser Straße 224 in Berlin-Lichterfelde ist noch zu besichtigen (sie war – ebenfalls als Coca-Cola-Zentrale – 2003 Kulisse im Film Good Bye, Lenin). Bei der rasenden Fahrt von dort aus zum Flughafen Tempelhof (gegen Ende des Films) fährt man im Film zunächst am U-Bahnhof Wittenbergplatz und danach am U-Bahnhof Augsburger Straße vorbei, obwohl Letzterer auf dieser Route eigentlich zuerst passiert werden müsste.
Die Hauptrolle MacNamara ist augenscheinlich auf den damals erst unlängst (im Januar 1961) ins Amt berufenen gleichnamigen Verteidigungsminister gemünzt, der mit seinem mittigen Scheitel James Cagney zudem recht ähnlich sah. Letzterer und Horst Buchholz kamen sich bei den Dreharbeiten mehrmals in die Quere, vor allem da Buchholz sich laut Cagney mit übertriebenem Schauspiel als „Szenenstehler“ versucht habe. In einem Interview bezeichnete Cagney den Deutschen als den einzigen Schauspielkollegen, den er in seiner langen Karriere offen nicht gemocht habe. Nach diesem Film stand Cagney zwanzig Jahre lang nicht vor der Kamera; erst im hohen Alter hatte er ein Comeback mit dem Film Ragtime, weshalb er seinen Rückzug ins Privatleben zumindest einmal – vielleicht scherzhaft – dem Streit mit Buchholz zuschrieb.
Während der Dreharbeiten wurde Wilder von Joan Crawford, die gerade in den Aufsichtsrat von Pepsi berufen worden war, erbost angerufen. Sie hatte den Posten von ihrem verstorbenen Ehemann Alfred Steele übernommen und protestierte gegen die Produktplatzierungen für den Konkurrenten Coca-Cola. Wilder platzierte in seinem Film daraufhin einige Referenzen an Pepsi, so in der Schlussszene, in der Cagney für seine Familie aus einem Coca-Cola-Automaten überraschend auch eine Pepsi-Cola zieht.
Als Otto Ludwig Piffl von der Volkspolizei vernommen wird, sprechen die Beamten in der deutschen Synchronfassung mit sächsischem Dialekt. In der US-Originalfassung sprechen sie Hochdeutsch. Der Darsteller des Ersten Vernehmungsbeamten ist der aufgrund seiner umfangreichen Synchrontätigkeit bekannte Schauspieler Gerd Martienzen. Seine Stimme ist in der US-Originalfassung zu hören, nicht jedoch in der deutschen Synchronfassung. Der Volkspolizist, der die Limousine mit MacNamara, Fritz, Schlemmer und Fräulein Ingeborg am Brandenburger Tor bei der Ein- und Ausfahrt kontrolliert, wurde von Lilo Pulvers Ehemann Helmut Schmid gespielt. Er lässt sich mit einer Sechserpackung Coca-Cola gerne bestechen und gibt als anständiger Deutscher das Leergut bei der Rückfahrt zurück.
Schlemmer erkennt gegen Ende in einem Journalisten seinen früheren Vorgesetzten, den SS-Obersturmführer Untermeier wieder. Gegenüber MacNamara versucht Schlemmer, seine SS-Mitgliedschaft dadurch zu beschönigen, dass er „doch bloß Konditor in der Offiziermesse“ und überdies auch noch „ein sehr schlechter Konditor“ gewesen sei; dies ist eine Satire auf etliche NS-Täter, die nachträglich ihre mutmaßlichen Verbrechen dadurch zu relativieren trachteten, dass sie beispielsweise von sich behaupteten, „ein ganz schlechter Schütze“ gewesen zu sein und deshalb „nie getroffen“ zu haben – eine Praxis, die in diesem Fall („ich war ein sehr schlechter Konditor“) ad absurdum geführt wird.

## Filmmusik
Filmmusik ist der Säbeltanz aus dem Ballett Gayaneh von Aram Chatschaturjan (1946). Piffl wird von der ostdeutschen Polizei durch pausenloses Anhören des Schlagers Itsy Bitsy Teenie Weenie Yellow Polka Dot Bikini zu dem „Geständnis“ gezwungen, dass er ein US-amerikanischer Spion sei, während Friedrich Hollaender bei seinem Gastauftritt im Ost-Berliner „Grand Hotel Potemkin“ (dem Film diente hierzu die nur noch als Ruine existierende Fassade des Anhalter Bahnhofs) den Schlager Ausgerechnet Bananen! singt und dirigiert.
Henning Schlüter, der als Hausarzt der MacNamaras die Schwangerschaft der Hazeltine-Tochter feststellt, wird aus einer Aufführung von Richard Wagners Walküre herausgerissen und stimmt fortwährend die Melodie des Walkürenritts an. Im englischsprachigen Original prägt er sich so die Übersetzung „schwanger is pregnant“ ein, auf Deutsch singt er „schwanger ist prächtig“.
Eine Kuckucksuhr, die statt eines Kuckucks einen Uncle Sam enthält, begleitet die Geschehnisse im Büro mit der Melodie von Yankee Doodle; Otto nimmt sie, ohne dies zu wissen, als Geschenk nach Ost-Berlin mit. Bei einer Kontrolle spielt sie die Melodie und trägt somit zu seiner Verhaftung bei.

## Zitate und Anspielungen
Eins, zwei, drei enthält Filmzitate und Anspielungen auf andere Filme und Ereignisse:
- Die zu Beginn auf der Ost-Berliner Kundgebung getragenen Transparente mit der Aufschrift „Nie wieder U2!“ sind auf den Abschuss des amerikanischen Spionageflugzeugs Lockheed U-2 über der Sowjetunion im Mai 1960 gemünzt, dessen Folge der Abbruch der gerade begonnenen Pariser Gipfelkonferenz zur Bewältigung der Berlin-Krise war.
- Die drei linientreuen sowjetischen Kommissare, die mit Coca-Cola ins Geschäft kommen wollen und sich schließlich in den Westen absetzen, sind eine Reminiszenz an Ernst Lubitschs Film Ninotschka von 1939, an dessen Drehbuch Billy Wilder maßgeblich beteiligt war.[3] MacNamara bezeichnet sie auch als „die drei Gebrüder Karamasow“ in Anspielung auf den Roman von Dostojewski.
- Ottos erster Auftritt im Film als kämpferischer Kommunist in MacNamaras Büro zitiert mit Ärger im Paradies (1932) einen weiteren Lubitsch-Film. Darin stürmt ein wütender junger Kommunist (Leonid Kinskey) in das Haus einer reichen Dame und beschwert sich, dass deren gestohlene Handtasche so viel koste.[7]
- Bei diesem ersten Besuch in der Coca-Cola-Filiale weigert sich Otto, vor MacNamara die Mütze abzunehmen mit der Begründung, er würde dies nur „an Lenins Grab“ tun oder „wenn Van Cliburn Tschaikowski spielt“. Tatsächlich hatte 1958 der US-Pianist Van Cliburn in Moskau den ersten internationalen (sehr anspruchsvollen) Tschaikowski-Wettbewerb gewonnen, was auch angesichts des Kalten Krieges als weltweite Sensation aufgenommen wurde.
- Die Szene, in der MacNamara Otto damit droht, ihm eine halbe Grapefruit ins Gesicht zu drücken, ist eine Reminiszenz an die berühmte Szene in Cagneys Film Der öffentliche Feind von 1931.[3] Bereits in Wilders Manche mögen’s heiß (1959) wurde sie zitiert.
- Im Film spricht Cagney den Satz „Gute Nacht, Charlie!“, der auch in Manche mögen’s heiß eine besondere Rolle spielt.
- In einem Cameo-Auftritt als US-MP gibt Red Buttons eine Imitation von Cagney in seinen unzähligen Gangsterfilmen zum Besten.[3]
- Scarlett, die Tochter des Coca-Cola-Bosses, heißt so in Anspielung auf Scarlett O’Hara aus Vom Winde verweht. Beide sind in Atlanta (Georgia) beheimatet. Als MacNamara seine Frau fragt, wo die verschwundene Scarlett stecken könnte, antwortet sie: „Vom Winde verweht?“ („Gone with the wind?“).
- Dr. Bauer verabschiedet sich von den MacNamaras: „Ich habe den 1. Akt der Walküre versäumt.“ Er schmettert das Motiv des Walkürenritts. Im Film Das Testament des Dr. Mabuse pfeift und singt Kriminalkommissar Lohmann ein musikalisches Motiv: „Kennen Sie das, Müller? Das ist aus der Walküre. […] Heute wird’s das erste Mal sein, dass ich rechtzeitig zum ersten Akt ins Theater komme.“ (Wozu es jedoch nicht kommt).
- Als er erfährt, dass Scarlett schwanger ist, stöhnt James Cagney „Mother of mercy, is this the end of (little) Rico?“ Es handelt sich um ein berühmtes Zitat aus der Sterbeszene von Edward G. Robinson in Der kleine Cäsar (1931).[3]
- Die Kuckucksuhr spielt ständig das bekannte Yankee Doodle. In dem Film Yankee Doodle Dandy von 1942 hatte Cagney in der Hauptrolle George M. Cohan, den Komponisten des gleichnamigen Musicals, gespielt. Für seine Darstellung erhielt er später einen Oscar.
- Auf dem Weg zu den Verhandlungen in Ost-Berlin fragt MacNamara seinen Fahrer (Karl Lieffen): „Sie (die drei sowjetischen Delegierten) wohnen im ‚Grand Hotel Potemkin‘ – wissen Sie, wo das ist?“ und bekommt als Antwort: „Ja, Sir! Es hieß früher ‚Grand Hotel Göring‘, und noch früher ‚Grand Hotel Bismarck‘.“ („They’re staying at the Grand Hotel Potemkin – do you know where that is?“ „Yes, Sir! It used to be the Grand Hotel Göring and before it was the Grand Hotel Bismarck“). Dieser Verweis auf das (fiktive) Ost-Berliner Hotel parodiert sehr treffend die Entnazifizierungspraxis in etlichen deutschen Städten, v. a. in Berlin: Waren nach 1933 insbesondere monarchistische Straßen- und Platzbenennungen durch NS-Namen ersetzt worden, so erfolgte nach 1945 häufig keine Rückbenennung, sondern es wurden stattdessen oft gänzlich neue Namen eingesetzt – in der SBZ/DDR bzw. in Ost-Berlin aus polit-ideologischen Gründen vorwiegend mit sowjetisch-kommunistischem oder zumindest russisch-historischem Hintergrund.
- Bei der Tabledance-Szene von MacNamaras Sekretärin Ingeborg ebendort (im „Grand Hotel Potemkin“) hämmert einer der drei sowjetischen Kommissare (Borodenko) in angeheizter Stimmung mit seinem Schuh lautstark auf dem Tisch. Dies parodiert Nikita Chruschtschows angebliche Reaktion auf eine sowjetkritische Rede Lorenzo Sumulongs in der UN-Vollversammlung im Oktober 1960, bei welcher er mit seinem Schuh auf seinem Pult herumgehämmert haben soll (was allerdings ins Reich der Legenden gehört).[8] Dabei wackelt das Porträt Chruschtschows (der überdies dem von Ralf Wolter gespielten Kommissar Borodenko auch optisch recht ähnlich sieht) an der Wand vor Erschütterung so stark, dass es im Rahmen hinunterrutscht, wodurch das sich noch darunter befindliche Stalin-Bildnis zum Vorschein kommt. Dies spielt auf die von Chruschtschow drei Jahre nach Stalins Tod angestoßene Entstalinisierung im Ostblock an, die größtenteils aus der Vertuschung von Stalins Existenz bestand – in diesem Falle jedoch so notdürftig, dass sein Bildnis lediglich mit dem von Chruschtschow überdeckt wurde, welches dann buchstäblich „aus dem Rahmen fällt“.

## Synchronisation
Während die meisten deutschsprachigen Schauspieler wie Horst Buchholz, Liselotte Pulver und Ralf Wolter sich in der deutschen Synchronfassung selbst gesprochen haben, mussten die englischsprachigen Schauspieler von anderen Sprechern synchronisiert werden. Die Synchronfassung entstand 1961 unter der Leitung von Conrad von Molo im Aventin-Filmstudio in München. Der sprachliche Kontrast der Originalfassung – es wird vorwiegend Englisch, aber auch immer wieder Deutsch gesprochen – ging mit der deutschen Synchronisation verloren.
Der in einer Nebenrolle auftretende Hubert von Meyerinck spricht im Film Englisch, wurde für die Originalfassung aber von Sig Ruman synchronisiert, da sein Englisch zu brüchig war. In der deutschen Fassung spricht er sich selbst.
| Rolle                          | Darsteller      | Synchronsprecher  |
| ------------------------------ | --------------- | ----------------- |
| C. W. McNamara                 | James Cagney    | Werner Lieven     |
| Scarlett Hazeltine             | Pamela Tiffin   | Ingeborg Wellmann |
| Phyllis McNamara               | Arlene Francis  | Mady Rahl         |
| Wendell P. Hazeltine           | Howard St. John | Erik Jelde        |
| Kommissar Peripetchikoff       | Leon Askin      | Leonard Steckel   |
| Corporal der US-Militärpolizei | Red Buttons     | Erich Ebert       |

## Rezeption
Der Film war 1962 für einen Oscar (Beste Schwarzweiß-Kameraführung), zwei Golden Globe Awards (Bester Film, Pamela Tiffin als beste Nebendarstellerin) und den Laurel Award als Spitzenkomödie (Top Comedy) nominiert, konnte aber keine dieser Auszeichnungen gewinnen.
Bei Publikum und Teilen der Kritik war der Film zunächst weder in den USA noch in Deutschland erfolgreich. Die negative zeitgenössische Reaktion von Publikum und Teilen der Kritik war auf den Mauerbau zurückzuführen, der eine Behandlung dieser Thematik anhand einer Komödie als unangemessen erscheinen ließ. Die amerikanische Filmkritikerin Pauline Kael nannte ihn  „überreizt“ und  „geschmacklos“. Die B.Z. schrieb dazu, dass Billy Wilder Dinge komisch finde, die den Deutschen das Herz zerreißen und dass das Elend der geteilten Stadt nicht dazu geeignet sei, um darüber Witze zu machen und bezeichnete ihn als den „scheußlichsten Film über Berlin“. Wilder meinte 25 Jahre später: „Unsere Späße über Ost und West waren nicht mehr komisch“. Als der Film jedoch 1985 in Frankreich und Deutschland im Kino wiederaufgeführt wurde, entwickelte er sich insbesondere in West-Berlin zum Publikumshit. Seitdem wird er von der Kritik überwiegend positiv beurteilt und gilt inzwischen  manchen gar als einer der besten Filme über den Kalten Krieg.
Die Aggregatorseite Rotten Tomatoes wertete 24 Kritiken aus, von denen sie 22 als eher positiv („fresh“) und zwei als eher negativ („rotten“) einordnete. Dies entspricht einem Anteil von 92 % für die positiven Kritiken. Die durchschnittliche Bewertung lag bei 7,6 von 10 Punkten. Die ausgewerteten Kritiken stammen allerdings alle aus dem 21. Jahrhundert, damit wurden Kritiken aus dem 20. Jahrhundert, insbesondere auch die meist negativen Kritiken aus den 1960er und die eher positiven Stimmen aus den 1980er Jahren, nicht berücksichtigt.
Die Aggregatorseite Metacritic wertete acht Kritiken aus und ordnete dabei fünf als positiv, drei als gemischt und keine als negativ ein. Insgesamt ergab sich eine durchschnittliche Bewertung von 73 aus 100 Punkten. Dabei wurden auch Kritiken aus dem  20. Jahrhundert berücksichtigt, drei aus den frühen 1960er Jahren und eine von 1985.

### Einzelkritiken
„Billy Wilders ‚Eins, zwei, drei‘ ist eine temporeiche, schrille, bissige und zugleich leichtherzige Farce, vollgestopft mit aktuellen Gags und gewürzt mit satirischen Obertönen. Sie ist so furios schlagfertig, dass ein Teil ihres Witzes sich gegenseitig überlagert und untergeht.“

„Billy Wilder drehte 1961 in Berlin die Filmkomödie ‚Eins, zwei, drei‘, die derzeit als sogenannte Wiederentdeckung in die Off-Kinos gebracht wird. (…) Der Dümmlichkeit der Geschichte entspricht auch die Art der Komik: Sie spekuliert mit der Dummheit in den Köpfen. (…) Das sogenannte Szenen-Publikum, das die Off-Kinos besucht, genießt an diesen alten Schinken unverhohlen gerade das, was es bei neuen Werken aufs schärfste übelnehmen würde. (…) Aber lassen wir es, weiter aus dem Film zu zitieren; es gibt angenehmere Brechmittel. Dieser Film mit seiner reaktionären Komik paßt allerdings in das momentane geistige Klima in unserer Republik.“

„Dieser herzhafte Blödsinn gehört sicher nicht zu Billy Wilders stärksten Komödien. Trotzdem hat nun ein Publikum, das durchweg jünger ist als die schwarzweiße Knallschote in Panavision, aus ‚Eins, zwei, drei‘ eine Coca-Horror-Picture-Show gemacht: Papierene US-Fähnchen schwenkend, lachen sich die Enkel von Marx und Coca-Cola halb tot über die blöden Russen, die aggressiven Amis und die hackenschlagenden Deutschen. Eine sauertöpfische Kulturkritik orakelt nun im Delphi, wieso.“

„Vor allem ‚Eins, zwei, drei‘ (1961), dieser Irrwitz von einer Komödie, in der Liselotte Pulver den Kalten Krieg im Pünktchenkleid Schachmatt tanzt. Bis heute hat kein anderer Film den Ost-West-Konflikt so gemein als Kampf zwischen Managern und Funktionären, Coca-Cola und Beluga-Kaviar auf den Punkt gebracht.“

„Noch heute kann man sich mit ‚Eins, Zwei, Drei‘ (1961) intelligent amüsieren (…) Kein Kultur-Klischee über Deutsche und Amerikaner, Kommunisten und Kapitalisten wird ausgespart, aber eben so ironisch gespiegelt, wie es nur Wilder, der Berliner aus Hollywood, konnte. Allein wegen Lilo Pulver lohnt es sich, diesen Film 44 Jahre später immer wieder anzuschauen. Sekretärin und Geliebte von McNamara, spielt die ansonsten als Quietschente berühmt gewordene Pulver den Part so sexy wie selbstironisch – subtiler als Mae West, witziger als Marilyn Monroe in Manche mögen’s heiß.“

„Sofort ausgelassen und ironisch, anspruchsvoll und vulgär, unter den Klängen des Säbeltanzes von Chatschaturjan marschierend mit einem Trommelfeuer von Gags zelebriert ‚Eins, zwei, drei‘ während es den amerikanischen Kulturimperialismus karikiert. James Cagney vollendet seine Karriere, indem er eine komische Variante des Ugly American spielt. Der große Gangster der frühen 30er Jahre ist hier ein größenwahnsinniger Chef der Berliner Coca-Cola-Filiale, der davon träumt, neue Märkte hinter dem eisernen Vorhang zu erschließen.“

„… mit einer hinreißenden in atemberaubenden Tempo durchgehaltenen Ost-West-Farce ‚Eins, zwei, drei‘. Der Film (…) war eine Screwball Comedy im besten 30er-Jahre Stil: frech, dialogsicher, eine süffisante Aufbereitung aller nur denkbaren Vorurteile und Klischees. Kapitalisten und Kommunisten, Amerikaner, Russen, Deutsche, Männer und Frauen – jede vermeintlich nationale, ideologische oder geschlechterspezifische Eigenart und Verhaltensweise wurde karikiert und persifliert. Zudem gab ein ununterbrochen unter Dampf stehender hochgradig impulsiver James Cagney als Coca-Cola Chef in Europa zum (vorläufigen) Abschluss seiner Laufbahn die umwerfendste komische Performance seiner gesamten Karriere. Zwei Jahrzehnte später (Anfang der 80er Jahre) wurde das kleine (in Schwarzweiß gedrehte) Meisterwerk ein Überraschungshit in den deutschen Programmkinos und als Wiederentdeckung gefeiert.“

„Billy Wilders in Berlin gedrehte, aus vielen Witzen und ebenso vielen Plattheiten rasant montierte Farce, die ihre Handlung in der „guten alten Zeit“ vor dem Mauerbau ansiedelt: Die Tochter des Coca-Cola-Chefs verliebt sich in der noch ungeteilten Stadt in einen aus dem Ostsektor stammenden Jungkommunisten, von dem sie schwanger wird und der nach der Heirat kapitalistisch „umgearbeitet“ wird wie ein Maßanzug. Die grelle Komödie attackiert mit beißendem Spott nationale Vorurteile und Stereotypen, wobei sie sich mit Klamauk, einer gewissen Atemlosigkeit und dem Verzicht auf Zwischentöne um ihre volle satirische Wirkung bringt.“